# Aulnois-sur-Seille
Aulnois-sur-Seille é uma comuna francesa na região administrativa de Grande Leste, no departamento de Mosela. Estende-se por uma área de 5,09 km². Em 2010 a comuna tinha 280 habitantes (densidade: 55 hab./km²).